# Lindingaspis benaensis
Lindingaspis benaensis är en insektsart som beskrevs av Alfred Serge Balachowsky 1953. Lindingaspis benaensis ingår i släktet Lindingaspis och familjen pansarsköldlöss.
Artens utbredningsområde är Guinea. Inga underarter finns listade i Catalogue of Life.